# Fribytaren från Java
Fribytaren från Java (engelska: Fair Wind to Java) är en amerikansk äventyrsfilm från 1953 i regi av Joseph Kane. I huvudrollerna syns bland andra Fred MacMurray och Vera Ralston.

## Handling
Ett företag i Boston 1883 äger en fullriggare. Man ger fartygets kapten, Boll, sex månader för att visa att fartyget kan öka företagets vinst i Ostindien. Problem uppstår på vägen som till exempel pirater.

## Rollista (urval)
| Fred MacMurray    | – Capt. Boll                  |
| Vera Ralston      | – Kim Kim                     |
| Robert Douglas    | – Saint Ebenezer / Pulo Besar |
| Victor McLaglen   | – O'Brien                     |
| John Russell      | – Flint                       |
| Buddy Baer        | – King                        |
| Claude Jarman Jr. | – Chess                       |
| Grant Withers     | – Jason Blue                  |
| Howard Petrie     | – Reeber                      |
| Paul Fix          | – Wilson                      |
| William Murphy    | – Ahab                        |
| Sujata Rubener    | – Sujata                      |